# Åktjärnen (Arnäs socken, Ångermanland)
Åktjärnen är en sjö i Örnsköldsviks kommun i Ångermanland och ingår i Idbyån-Moälvens kustområde. Sjön har en area på 0,0481 kvadratkilometer och ligger 134,1 meter över havet.

## Delavrinningsområde
Åktjärnen ingår i det delavrinningsområde (703066-164584) som SMHI kallar för Inloppet i Vikessjön. Medelhöjden är 92 meter över havet och ytan är 5,5 kvadratkilometer. Räknas de 3 avrinningsområdena uppströms in blir den ackumulerade arean 41,09 kvadratkilometer. Farestaån som avvattnar avrinningsområdet har biflödesordning 2, vilket innebär att vattnet flödar genom totalt 2 vattendrag innan det når havet efter 7,5 kilometer. Avrinningsområdet består mestadels av skog (56 procent), öppen mark (14 procent) och jordbruk (19 procent). Avrinningsområdet har 0,48 kvadratkilometer vattenytor vilket ger det en sjöprocent på 8,7 procent.